# Янголи і демони (роман)
«Янголи і демони» (англ. «Angels and Demons») — другий роман американського письменника Дена Брауна, написаний в 2000 році. Книжка є пригодницьким романом з елементами як трилера, так і інтелектуального детектива. Події здебільшого відбуваються в Римі, причому протягом однієї доби.

## Сюжет
Після смерті папи Римського відбувається серія загадкових злочинів. В ЦЕРНі після запуску великого адронного колайдера вбито одного з учених і викрадено контейнер з антиматерією. В Римі викрадено чотирьох кардиналів — фаворитів, які претендували на пост папи Римського. До штаб-квартири швейцарських гвардійців надісланий лист з погрозою від таємничих ілюмінатів. Ватикан звертається до Роберта Ленґдона за допомогою в розкритті змови проти Римо-католицької церкви.
Ленґдон впевнений, що мішень злочинного угрупування треба шукати у Ватикані, і контактує з швейцарською гвардією, яка повинна забезпечувати безпеку понтифіка. В подорожі до Ватикану його супроводжує прийомна донька покійного професора, Вітторія. Вона має замінити акумулятор в контейнері з антиматерією; або ж через 24 години акумулятор розрядиться і відбудеться вибух неймовірної потужності. Папський престол, після смерті останнього папи, зараз в стані Sede vacante, а в Сикстинській капелі засідає конклав, який повинен назвати ім'я нового очільника католицької церкви. Притичина полягає в тому, що чотирьох головних кандидатів на престол викрали.

Ленґдон не сумнівається, що за викраденнями стоять ілюмінати. Він підозрює, що викрадений контейнер і кардинали знаходяться в їхньому місці таємних зібрань. У давні часи охочі вступити до лав громади повинні були знайти дорогу до цього місця за допомогою ключів, залишених ілюмінатами в чотирьох куточках Риму, які складають вершини хреста. За допомогою єдиного збереженого в ватинських архівах примірника праці Галілея (який нібито був одним з ілюмінатів), Ленґдону вдається поступово вирахувати назви розшукуваних церков. Ключами до розгадки виявляються творіння великого Берніні Лоренцо — теж нібито одного з ілюмінатів. У кожній вершині хреста Ленґдон знаходить труп одного з викрадених кардиналів з випаленою на їхніх грудях розпеченим залізом амбіграмою однієї з первісних стихій: 

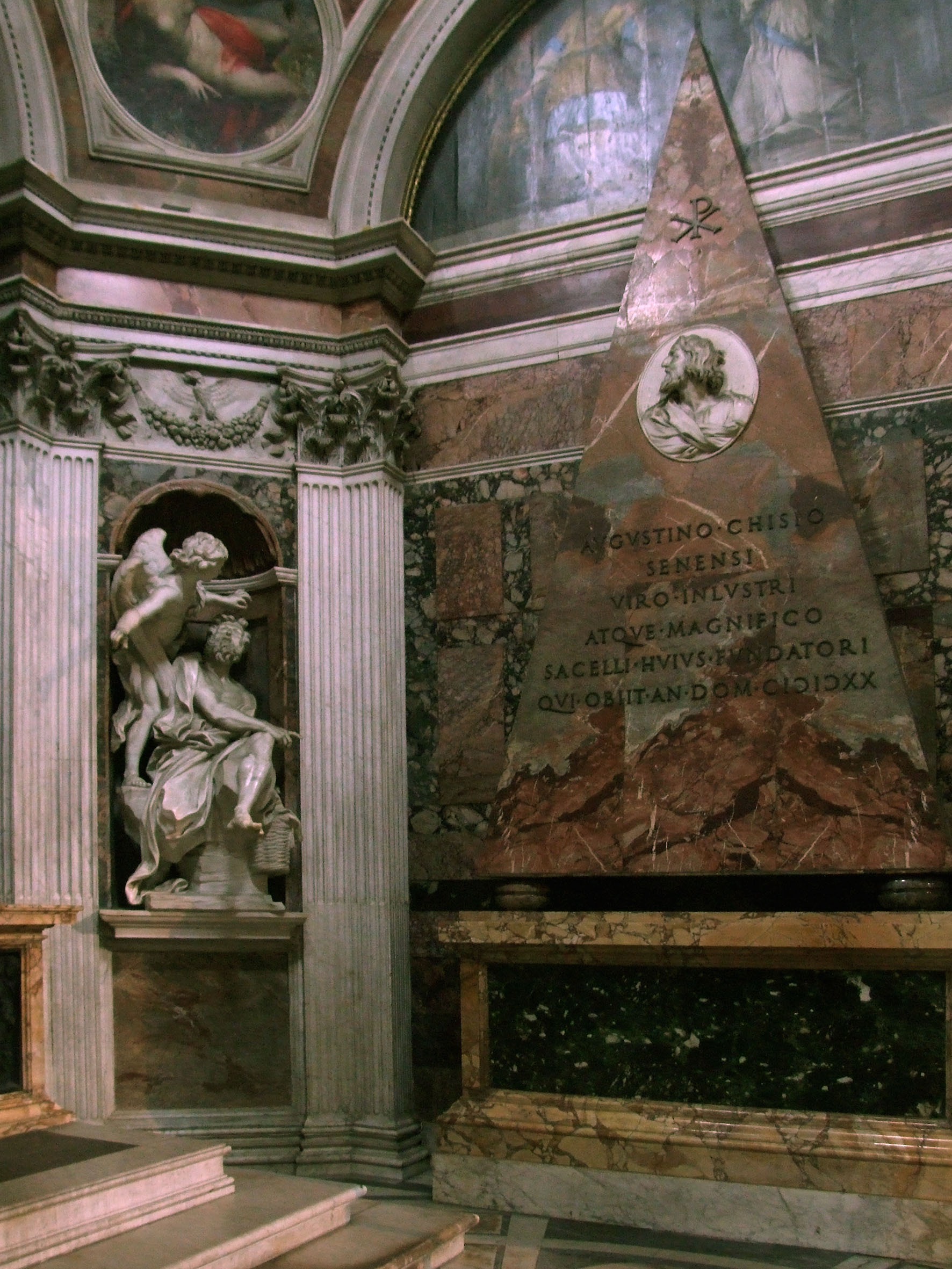
Пірамідальний надгробок Агостіно Кіджи в церкві Санта Марія дель Пополо — вихідна точка «шляху посвячених».

- В крипті, спроектованій Рафаелем і оформленій Берніні капели Кіджи при церкві Санта Марія дель Пополо він знаходить похованого заживо кардинала із забитим землею ротом. На його грудях — амбіаграма слова «земля».
- На бернінієвській площі перед собором св. Петра він знаходить конаючого кардинала з простромленими легенями. На його грудях — амбіаграма слова «повітря».
- В церкві Санта Марія делла Вітторіа, де встановлена знаменита бернінієвська статуя «Екстаз святої Терези», Ленґдон застає найнятого ілюмінатами убивцю, коли той підвішує над багаттям третього кардинала, на грудях якого випалена амбіаграма слова «вогонь». Від рук убивці гине командир Швейцарської Гвардії Оліветті що супроводив професора, а супутниця Ленґдона — Вітторія потрапляє до кілера у заручники.
- Четверта точка до «шляху посвячених» — фонтан Чотирьох рік Берніні на площі Навона; в ньому вбивця намагається втопити зв'язаного кардинала, на грудях — амбіаграма слова «вода». Ленґдон намається врятувати нещасного, але йому знову не щастить.

Зрештою, «шлях поссвячених» приводить Ленґдона до гаданого місця зібрань ілюмінатів — древнього папського замку св. Янгола. Скориставшись Пассетто, він визволяє Вітторію і розправляється з кілером. Вони дізнаються, що камерленго (священик, що керує Ватиканом під час вакантності святійшого престолу) усамітнюється для особистої аудієнції з Колером. Це ще більше наштовхує їх на думку, що саме Колер — голова ілюмінатів. На крик камерленго двері в його покої взломлюють, Колер помирає в стрілянині, встигнувши перед смертю передати Ленґдону відеоплівку.
Тим часом до вибуху антиматерії залишаються лічені хвилини. Швейцарська Гвардія починає евакуацію кардиналів з Ватикану. Камерленго на виході з собору бачить видіння і кидається до склепу св. Петра, де, як йому сказали з неба, й знаходиться контейнер з антиматерією. Знайшовши контейнер за 5 хвилин до вибуху, він і Ленґдон сідають в гвинтокрил і прямують догори. Вибух відбувається на величезній висоті й тому не шкодить жителям Риму. Камерленго з парашутом опускається на собор св. Петра, де його вітає натовп вдячного люду. Кардинали в пориві емоцій збираються обрати камерленга новим папою.
Тим часом на воду поряд з островом Тиберіна приводнюється Ленґдон, що дивом врятувався. Він збирає кардиналів і показує залишену Колером плівку. З неї стає зрозуміло, хто насправді стояв за всіма злочинами. На зустрічі колишнього папи з батьком Вітторії йшлося про експерименти щодо отримання антиматерії, перший схвалив їх саме тому, що саме наука дала йому сина. Ці слова навели камерленго на думку, що папа згрішив з жінкою, порушивши обітницю целібату, і тому має померти. Він отруїв понтифіка і, щоб бути обраним замість нього, організував викрадення антиматерії та кардиналів, а тому і врятував Рим від вибуху, прикриваючись йменням товариства ілюмінатів, які насправді давно вже не існують.
На останніх сторінках виясняється, що дитина папи була зачата «безгрішно» — шляхом штучного запліднення — і що цією дитиною був сам камерленго. В пориві каяття, останній привселюдно вчиняє самоспалення на площі св. Петра.

## Факти і вигадки

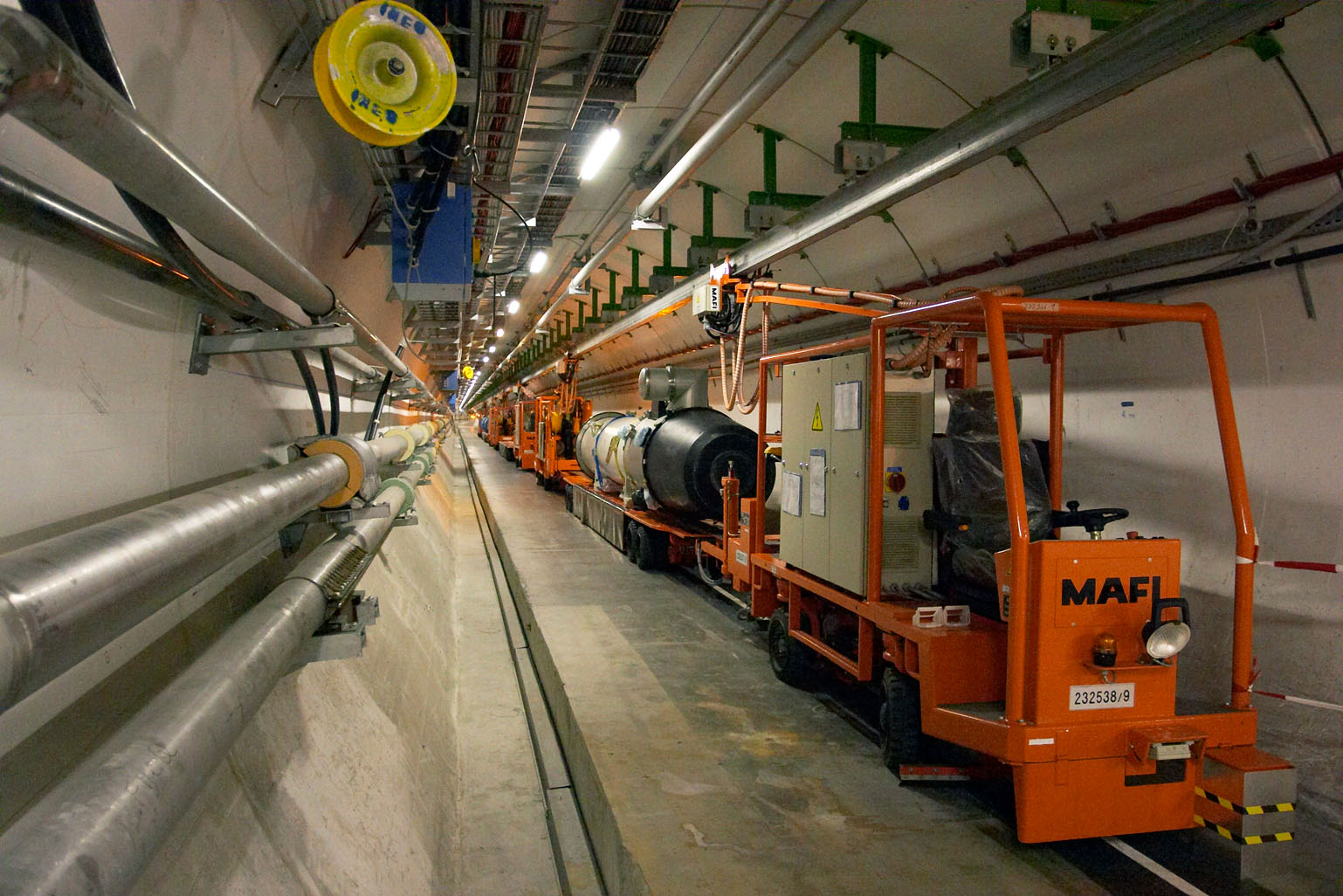
27-кілометровий підземний тунель в ЦЕРНі, призначений для розміщення прискорювача Великого адронного колайдера.

На сайті ЦЕРНа є сторінка [Архівовано 4 липня 2018 у Wayback Machine.], яка пояснює, чому описана в книзі ситуація є з точки зору фізики справжнісінькою вигадкою. Зокрема, відзначається, що бомба з антиматерії неможлива; що антиматерія створюється не так, як це описано в книзі; що потрібно мільярди років, щоб створити всього лиш один грам антиматерії на теперішніх прискорювачах. Співробітник ЦЕРНа Рольф Ландва (який деякою мірою був прототипом Леонарда Ветра, одного з персонажів книжки) в своєму інтерв'ю повідомляє, що отримання одного граму антиматерії вартувало б близько 1000 трильйонів доларів, для порівняння: річного бюджету США вистачило би лише на кілька мікрограмів антиматерії. Опріч того, транспортування антиматерії — надзвичайно велика проблема, оскільки стикаючись зі звичайною матерією вона вибухає, вивільняючи колосальну кількість енергії, й на сьогодні невідомо як створити такий контейнер, щоби зберігаючи антиматерію, вона не стикалась із матерією, з якого й зроблений контейнер, і не вибухнуло. У книзі Вітторія Ветра каже директору ЦЕРНа Колеру, що її батько отримав перші у світі зразки антиматерії, хоча насправді античастинки і навіть антиатоми були отримані за десятиліття до описаних в книзі подій. Колер (за текстом, видатний фізик) здивований тим, що Леонардо Ветра зміг перетворити енергію в матерію; на ділі, це навряд чи було б новиною навіть для фізика-першокурсника. Врешті, анігіляція чверті грама антиматерії (енерговиділення близько 10 кілотон) на висоті кілька миль на Римом перетворило б на руїни немалу частину міста, а в книзі все зводиться лиш до спалаху, який навіть не осліпив глядачів у епіцентрі.
Для книги характерні серйозні похибки в описанні структури сучасної католицької церкви. Так, весь сюжет роману побудований на тому, що камерленго (папський намісник) не є кардиналом, а людина, що не має звання кардинала, не може стати Папою. На ділі ж все навпаки. Камерленго — це завжди кардинал, а папою може бути обраний не тільки кардинал, але й будь-який католик (теоретично — навіть мирянин). Також у книжці говориться, що керівник конклаву (декан колегії кардиналів) не може бути кандидатом на посаду Папи, хоча до сьогодні вісім деканів Колегії кардиналів: Анастасій IV, Луцій III, Григорій IX, Олександр IV, Олександр VI, Павло III, Павло IV і Бенедикт XVI — були обраними папами римськими.

## Продовження та екранізація
На початку XXI століття книжка великого попиту не мала. Лише після роману «Код да Вінчі», який став бестселером, «Янголи і демони» стали популярними.
У травні 2009 року на екрани вийшла великобюджетна екранізація книжки, знята Роном Говардом. Роль Ленґдона у фільмі зіграв Том Генкс. Сюжетні перипетії кінострічки не повністю збігаються з сюжетом роману.
У 2009 року письменник випустив третю книжку із серії пригод Роберта Ленґдона — «Втрачений символ», сюжет якої фокусується на масонстві.

## Переклади українською
- Ден Браун. Янголи і демони. Переклад з англійської: Анжела Кам'янець. Харків: КСД, 2007. 541 с. ISBN 978-966-343-693-7